# Тоби Алдервейрелд
Тобиас Албъртин Моритс „Тоби“ Алдервейрелд (на фламандски: Tobias Albertine Maurits „Toby“ Alderweireld), роден на 2 март 1989 г., е белгийски професионален футболист, защитник, настоящ играч на Антверп и белгийския национален отбор.

## Клубна кариера

### Аякс
Роден в Антверпен, Алдервейрелд започва да тренира футбол в местния отбор – Жерминал, преди да се присъедини към академията на Аякс Амстердам. На 18 януари 2007 г. прави дебюта си за първия отбор, в мач срещу НЕК Неймеген. На 26 февруари прави дебюта си в Европейските клубни турнири, в мач срещу Фиорентина. Въпреки че до края на сезона играе в само няколко мача, договорът му е продължен до 2014 г.
В началото на сезон 2009 – 10 се утвърждава като централен защитник. След напускането на капитана Томас Вермален, новият треньор на отбора – Мартин Йол, налага Алдервейрелд и сънародника му Ян Вертонген като титулярна двойка централни защитници. На 4 септември 2009 г. отбелязва първият си гол за отбора, при шампионатната победа с 3 – 0 срещу Хераклес. На 3 ноември 2011 г. влиза в историята на Аякс, отбелязвайки 100-тният гол на отбора в Шампионската лига, при поражението с 2 – 1 от Оксер. През сезон 2010 – 11 отбелязва впечатляващ гол от 25 метра, при победата на Аякс с 2 – 0 като гост на Милан в Шампионската лига.
През сезон 2010 – 11 партньорството между Алдервейрелд и Ян Вертонген в центъра на защитата се затвърждава.
На 5 август 2012 г. Аякс губи финала за Суперкупата на Холандия от големия си съперник – ПСВ Айндховен. Така Алдервейрелд губи трети пореден финал. През сезон 2012 – 13 Аякс за пореден път играе в Шампионската лига, и печели 32-рата си титла на Холандия. В Шампионската лига отборът е в група с Манчестър Сити, Борусия Дортмунд и Реал Мадрид, като завършва на трето място, продължавайки в елиминациите на Лига Европа. Съперник там е румънският гранд Стяуа Букурещ. Аякс печели първият мач с 2 – 0, но Стяуа печели реванша със същия резултат, а впоследствие елиминира Аякс след дузпи.
В крайна сметка Алдервейрелд решава да не поднови договора си с Аякс, а като потенциални кандидати за подписа му се спрягани Байер Леверкузен, Ливърпул, Наполи и Норич.

### Атлетико Мадрид
На 2 септември 2013 г. Алдервейрелд се присъединява към Атлетико Мадрид за сумата от €7 милиона евро. За дюшекчиите изиграва 12 мача през сезона, като успява да стане шампион. Във финала на Шампионската лига през 2014 Алдервейрелд влиза като резерва 7 минути преди края. В 93-тата минута Реал изравнява резултата, а впоследствие и печели мача с 4 – 1.

### Саутхемптън
На 1 септември 2014 г. Алдервейрелд преминава в Саутхемптън под наем, с опция за постоянно закупуване. На 13 септември прави дебюта си, а на 26 декември отбелязва първия си гол за отбора.
В края на сезона ръководството на Саутхемптън изразява желание да се възползва от опцията за закупуване, но до сделка не се стига, тъй като Атлетико повишава откупната клауза, като според някои доклади поправката е незаконна.

### Тотнъм
На 8 юли 2015 г., въпреки заплахите за съдебно дело от страна на Саутхемптън, Алдервейрелд се присъединява към Тотнъм за сумата от £11,5 милиона паунда. Там той се събира с бившите си съотборници от Аякс Кристиан Ериксен и Ян Вертонген.
Дебюта си за Тонмъм прави на 30 юли 2015 г. по време на приятелски турнир в САЩ.
На 26 септември отбелязва първият си гол за отбора във Висшата лига, при победата с 4 – 1 срещу Манчестър Сити.
На 5 март отбелязва гол в дербито срещу Арсенал.
Постепенно Алдервейрелд си спечелва славата на един от най-добрите защитници във Висшата лига, заформяйки защитно трио с Ян Вертонген и Кевин Вимер. Доказателство за това е статистиката, че в 34 мача отборът е допуснал само 25 гола.

## Национален отбор
Алдервейрелд прави дебюта си за младежкия национален отбор през октомври 2005, и участва на Световното първенство до 16 години през 2006 г. След края на сезон 2008 – 09 прави дебюта си за мъжкия отбор. В квалификациите за Световното първенство през 2010, Алдервейрелд получава повиквателна за някои мачове, но не записва минути.
На 13 май 2014 г. Алдервейрелд попада в официалния състав на Белгия за Световното първенство през 2014. Там той записва пълни 90 минути във всичките 5 мача на отбора, включително поражението от Аржентина на 1/4-финалите.

## Трофеи

### Аякс
- Шампион на Холандия (3): 2010 – 11, 2011 – 12, 2012 – 13
- Купа на Холандия (1): 2009 – 10
- Суперкупа на Холандия (1): 2013

### Атлетико Мадрид
- Шампион на Испания (1): 2013 – 14
- Шампионска лига: Финал (2013 – 14)